# Otto Karstädt
Otto Karstädt (* 7. August 1876 in Wust; † 7. August 1947 in Berlin) war ein deutscher Lehrer und Schultheoretiker. 

## Leben
Der Sohn des Landwirts Karl Karstädt besuchte die Volksschule in Wust, 1891 bis 1894 die Präparandenanstalt in Genthin und 1894 bis 1897 das evangelische Lehrerseminar Osterburg. Nach der Lehrerprüfung arbeitete er von 1897 bis 1908 als Volks- und Mittelschullehrer in Magdeburg. Im Winter 1900/01 hospitierte er bei einem krankheitsbedingten Aufenthalt in Recco (Ligurien) bei Genua an den ersten in Italien gegründeten Montessorischulen. Nach der Mittelschullehrer- und Rektorenprüfung war er Volksschulrektor in Bad Schmiedeberg (1909–13) und Nordhausen (1914–18). Daneben studierte er 1909 bis 1915 Philosophie, Pädagogik, Germanistik, Staatswissenschaften und Volkswirtschaftslehre in Leipzig und Jena, wo er 1915 promovierte und die Prüfung für das Lehramt an höheren Schulen ablegte. 
Ab 1919 war er als Hilfsarbeiter, später als Geheimer Regierungsrat und als Ministerialrat im Preußischen Ministerium für Wissenschaft, Kunst und Volksbildung in Berlin tätig, wurde Mitglied der SPD und der Deutschen Liga für Menschenrechte. Nach Gastdozenturen in England und den USA übernahm er ab 1929 eine Professur für Allgemeine Erziehungswissenschaften/Unterrichtswissenschaften an der Pädagogischen Akademie Hannover. 1932 wurde er mit deren Schließung in den einstweiligen Ruhestand versetzt. Wieder in Berlin arbeitete er 1936 bis 1943 an Ernst Bargheers Zeitschrift Der Deutsche Volkserzieher und der Halbmonatsschrift Die Volksschule mit. 
1946 erhielt er einen Lehrauftrag für die Methodik des Deutschunterrichts an der Universität Berlin in der Sowjetischen Besatzungszone. Er gehörte zu den wichtigen reformpädagogischen Theoretikern und Publizisten.

## Schriften

Buchcover

- Spoß mütt sind, drollige Koltur- un ändere plattdütsche Geschichten un Gedichten. Magdeburg 1907
- Plattdütsch Blomengarden. Berlin 1907, 3. Aufl. Braunschweig 1922
- Mundart und Schule. Langensalza 1908, 4. Aufl. 1925
- Rousseaus Pädagogik, 1911,
- Methodische Strömungen der Gegenwart, 1919
- Aufbauschule und deutsche Oberschule. Osterwieck/Harz: Zickfeldt 1920 (Schulpolitik und Volksbildung 2)
- Neuere Versuchsschulen und ihre Fragestellungen, in: Jb. des Zentralinstituts für Erziehung und Unterricht, 1923, 87–133; Versuchsschulen und Schulversuche, in: Herman Nohl/Ludwig Pallat (Hg.): Hb. der Pädagogik, Bd. 4, 1928, 333–364.